# Макарьевская (Ленинградская область)
Макарьевская — деревня в Винницком сельском поселении Подпорожского района Ленинградской области.

## История
МАКАРЬЕВСКАЯ ПУСТОШЬ (КУЗНЕЦОВА) — деревня при Ладвозере, число двора — 6, число жителей: 20 м. п., 16 ж. п.; Все чудь. (1873 год)

Деревня административно относилась к Винницкой волости 2-го стана Лодейнопольского уезда Олонецкой губернии.

МАКАРЬЕВСКАЯ — деревня Ладвинского сельского общества при озере Ладвинском, население крестьянское: домов — 13, семей — 13, мужчин — 34, женщин — 41, всего — 75; лошадей — 13, коров — 19, прочего — 8. (1905 год)

С 1917 по 1922 год деревня входила в состав Ладвинского сельсовета Винницкой волости Лодейнопольского уезда Олонецкой губернии.
С 1922 года в составе Ленинградской губернии.
С 1927 года в составе Винницкого района.

Деревня Макарьевская на карте 1932 года

Согласно карте Ленинградской области Северо-западного аэрогеодезического треста ГГУ издания 1932 года деревня Макарьевская насчитывала 9 крестьянских дворов, в деревне находилась мукомольная водяная мельница.
По данным 1933 года деревня Макарьевская входила в состав Ладвинского вепсского национального сельсовета Винницкого национального вепсского района.
Согласно областным административным данным деревня называлась также Ладва Кузнечная.

Деревня Макарьевская на карте 1940 года

Согласно топографической карте РККА 1940 года Макарьевская входила в куст деревень Ладва.
С 1963 года в составе Лодейнопольского района.
С 1965 года в составе Подпорожского района.
По данным 1966 года деревня Макарьевская также входила в состав Ладвинского сельсовета.
По данным 1973 и 1990 годов деревня Макарьевская входила в состав Курбинского сельсовета.
В 1997 году в деревне Макарьевская Курбинской волости проживали 20 человек, в 2002 году — 9 человек (все вепсы).
В 2007 году в деревне Макарьевская Винницкого СП проживали 16 человек.

## География
Деревня расположена в юго-восточной части района на автодороге 41К-739 (Макарьевская — Васильевская) близ автодороги 41К-713 (Винницы — Казыченская).
Расстояние до административного центра поселения — 46 км.
Расстояние до ближайшей железнодорожной станции Подпорожье — 123 км.
Деревня находится на левом берегу реки Оять  при впадении в неё реки Ваджега.

## Демография
| 1873 | 1905 | 1997 | 2007 | 2010 | 2017 |
| ---- | ---- | ---- | ---- | ---- | ---- |
| 36   | ↗75  | ↘20  | ↘16  | ↘7   | ↘5   |

Согласно данным Всероссийской переписи населения 2021 года в деревне постоянного населения не было.

## Улицы
Восточная, Центральная, Южная.